# Нагорний Ігор Анатолійович
І́гор Анато́лійович Наго́рний — старший сержант Збройних сил України, учасник російсько-української війни.

## Нагороди та вшанування
- Указом Президента України № 62/2018 від 14 березня 2018 року за «особисту мужність і самовіддані дії, виявлені у захисті державного суверенітету та територіальної цілісності України» медаллю «За військову службу Україні»[1]
- Указом Президента України № 741/2019 від 10 жовтня 2019 року за «особисту мужність і самовіддані дії, виявлені у захисті державного суверенітету та територіальної цілісності України» орденом «За мужність» III ступеня[2]